# Rhod Gilbert
Rhodri Paul Gilbert, född 18 oktober 1968, är en walesisk ståuppkomiker och har varit både programledare och paneldeltagare i flera TV- och radioprogram.
I september 2014 började Gilbert presentera panelshowen Never Mind the Buzzcocks  på BBC Two som fast programledare. Det avslutade en serie på fem säsonger utan fast värd, men blev också den sista säsongen på BBC.

## Biografi
Rhod Gilbert är född i Carmarthen i Wales som ett av tre syskon till två lärarföräldrar, Han gick i skolan på Maridunum Comprehensive School och fortsatte med att studera språk vid Exeter University. Han var väldigt blyg och under de första tre veckorna menar han att han inte kunde äta med andra elever i matsalen eller ta kontakt med studenten i rummet bredvid.
Efter examen reste Gilbert i ett och ett halvt år runt Australien och Asien innan han återvände till Carmarthen och arbetade som administrativ assistent på Welsh Office, en brittisk myndighet som låg under brittiska ministeriet för Wales. Han arbetade senare för flera marknadsundersökningsbyråer i London.
Han började med standup efter att ha gått en kurs, och efter att en flickvän tjatat på honom började han uppträda. Han vann snabbt flera mindre talangtävlingar, och nominerades till priset Perrier Newcomer för sin första soloshow, 1984, år 2005 i Edinburgh Fringe.
Rhod Gilbert har deltagit som paneldeltagare i humorprogram som Would I Lie to You?, QI och Mock the Week. Han presenterade två avsnitt av Never Mind the Buzzcocks, i oktober 2009 och december 2011, innan han blev permanent presentatör för den sista säsongen. Han var värd för tre avsnitt av Have I Got News For You i april 2011, oktober 2017 och maj 2018 och har flera gånger varit gäst i både 8 Out of 10 Cats och spinoffen 8 Out of 10 Cats Does Countdown. Han skrev och var berättare för BBC Three sportprogram Goals Galore, Pranks Galore, Football Gaffes Galore och TV Gaffes Galore- program.
I september 2018 var Rhod Gilbert en av deltagarna i sjunde säsongen av Bäst i test England tillsammans med James Acaster, Jessica Knappett, Kerry Godliman och Phil Wang.

## Privatliv
Rhod Gilbert gifte sig med författaren och komikern Sian Harries, 2013. De bor både i London and Wales.
I juli 2022 meddelade Rhod Gilbert att han hade cancer och behandlas på Velindre Cancer Center i Cardiff, för vilka han tidigare gjort välgörenhetsarbeten för. Under brittiska välgörenhets- och humorgalan "Stand Up To Cancer" i januari 2023 kunde han berätta att han var på bättringsvägen och hoppades kunna leda en vandring i Atlasbergen som del av välgörenhetsarbetet efter sommaren samma år.